# Therion
Therion este o formație suedeză de Symphonic metal. Trupa a fost fondată în anul 1987 de către Christofer Johnsson sub numele de Blitzkrieg. Până în 1989 și-a schimbat numele de două ori, mai întâi în Megatherion, apoi în Therion. În perioada 1987-1993 trupa a abordat stilul Death metal, urmând ca din 1994 să se axeze pe stilul care-i va consacra, Symphonic metal.
Subiectele abordate în majoritatea pieselor recente sunt legate de mitologia nordică, versurile fiind scrise de Thomas Karlsson, fondator al ordinului magic Dragon Rouge.
Numele Therion vine din limba greacă și înseamnă „bestie”.

## Discografie
- 1989 - Paroxysmal Holocaust (demo)
- 1989 - Beyond The Darkest Veils Of Inner Wickedness
- 1990 - Time Shall Tell (EP)
- 1991 - Of Darkness...
- 1992 - Beyond Sanctorum
- 1993 - Symphony Masses: Ho Drakon Ho Megas
- 1995 - The Beauty in Black (single)
- 1995 - Lepaca Kliffoth
- 1996 - Siren of the Woods (single)
- 1996 - Theli
- 1997 - A'arab Zaraq Lucid Dreaming
- 1998 - Eye of Shiva (single)
- 1998 - Vovin
- 1999 - Crowning of Atlantis
- 2000 - Deggial
- 2001 - Secret of the Runes
- 2002 - Live in Midgard (album live)
- 2004 - Lemuria
- 2004 - Sirius B
- 2006 - Wand of Abaris (single)
- 2007 - Gothic Kabbalah
- 2008 - Live Gothic (album live)
- 2010 - Sitra Ahra
- 2012 - Les Fleurs Du Mal
- 2018 - Beloved Antichrist
- 2021 - Leviathan
- 2022 - Leviathan II
- 2023 - Leviathan III

## Galerie de imagini

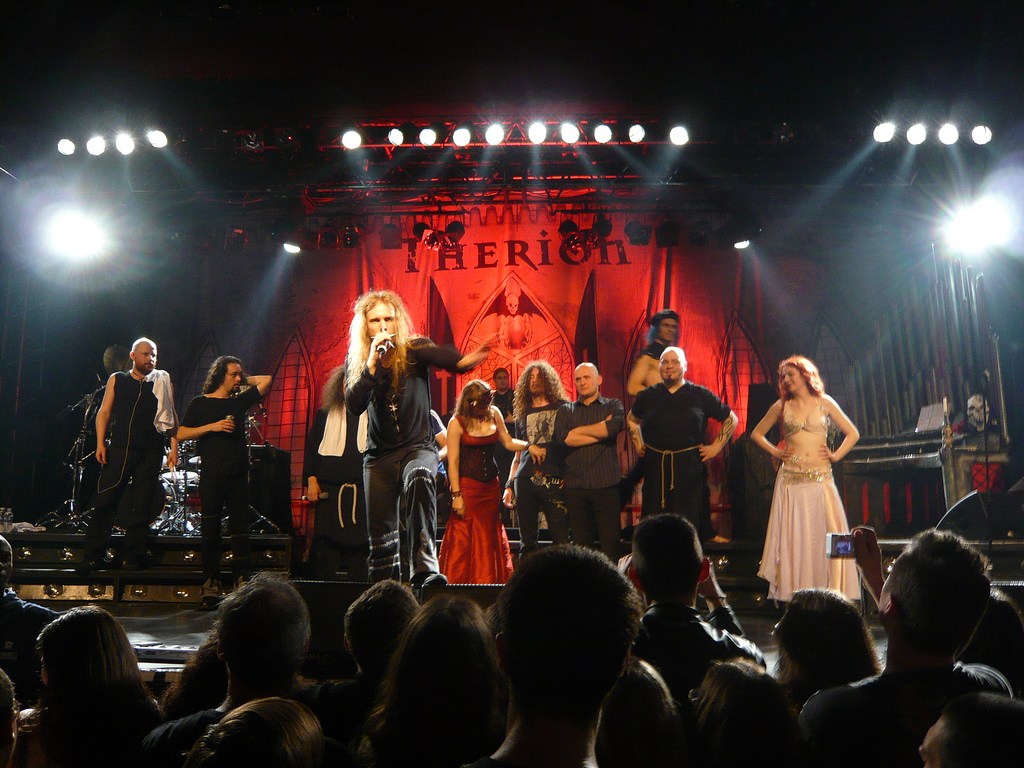
Therion în Élysée Montmartre, Paris
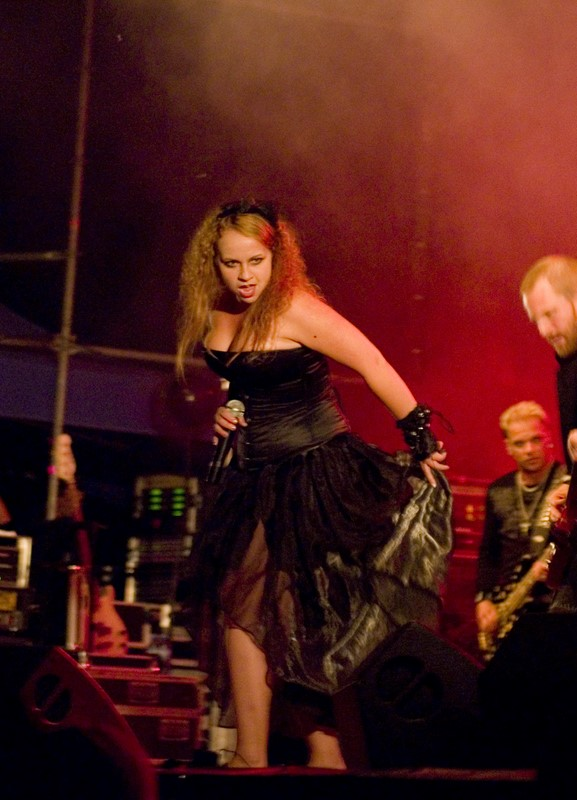
Therion prestând live în Płock, Polonia